# Gargar
Gargar (en arménien Գարգառ ; anciennement Gerger Hay) est une communauté rurale du marz de Lorri en Arménie. En 2008, elle compte 1 355 habitants.